# Christian Clodius
Christian Clodius (né à Neustadt en 1694 et mort en 1775) est un poète, philosophe et érudit allemand.

## Biographie
Il est recteur de l'école latine d'Annaberg et du Gymnasium de Zwickau et l'un des fondateurs de la Deutsche Gesellschaft in Leipzig (en français « Société germanique à Leipzig »).
En 1729, il livre à Auguste II de Pologne, pour son cabinet de curiosités de la Grünes Gewölbe à Dresde, une collection de bois composée de 351 échantillons, contre une somme de 500 Reichsthaler. Il en publie le catalogue sous le pseudonyme Lignophilus (en français « l'ami du bois »).
Il est le père du poète et philosophe Christian Auguste Clodius (de) (1737-1784).

## Œuvres
- (de) Lignophilus, Zuverlässige Nachricht von demjenigen Holtz-Cabinet, welches am 3. Jenner dieses 1729. Jahres in Ihro Königl. Majestät in Pohlen und Churfl. Durchl. zu Sachsen vortreffliche Naturalien-Cammer geliefert worden : nebst einem Verzeichniß aller und ieder darinnen befindlichen Holtz-Arten, in Latein. und Teutscher Sprache, Dresde, Heckel, 1729, 40 p. (lire en ligne) (Catalogus lignorum exoticorum et nostratium germanicorum ex arboribus, arbusculis et fruticibus varii generis collectorum, secundum editus a Christiano Clodio, p. 17-31)

Christian Clodius est aussi l'auteur de poésies en français et en allemand, de dissertations philosophiques en latin et d'une histoire de la Réforme à Zwickau (publiée à Zwickau en 1756).